# Grammy Award de la meilleure chanteuse rock
Le Grammy Award de la meilleure chanteuse rock (Grammy Award for Best Female Rock Vocal Performance) est un prix présenté aux Grammy Awards de 1980 à 2004 à des artistes féminins pour des œuvres (chansons ou albums) contenant des performances vocales de qualité dans le genre de la musique rock. En 1988, 1992, 1994 et depuis 2005, cette catégorie a été combinée avec le Grammy Award du meilleur chanteur rock et présentée dans une catégorie sans genre connue sous le nom de Meilleure prestation vocale rock en solo.
Les chanteuses Pat Benatar, Tina Turner et Sheryl Crow détiennent le record du nombre de victoires avec quatre trophées chacune. Pour Pat Benatar il s'agit de quatre victoires consécutives (de 1981 à 1984).

## Lauréates
Liste des lauréates de 1980 à 2004,.
- 1980 : Donna Summer avec Hot Stuff
- 1981 : Pat Benatar avec Crimes of Passion
- 1982 : Pat Benatar avec Fire and Ice
- 1983 : Pat Benatar avec Shadows of the Night
- 1984 : Pat Benatar avec Love Is a Battlefield
- 1985 : Tina Turner avec Better Be Good to Me
- 1986 : Tina Turner avec One of the Living
- 1987 : Tina Turner avec Back Where You Started
- 1988 : combiné avec le meilleur chanteur rock
- 1989 : Tina Turner avec Tina Live in Europe
- 1990 : Bonnie Raitt avec Nick of Time
- 1991 : Alannah Myles avec Black Velvet
- 1992 : combiné avec le meilleur chanteur rock
- 1993 : Melissa Etheridge avec Ain't It Heavy
- 1994 : combiné avec le meilleur chanteur rock
- 1995 : Melissa Etheridge avec Come to My Window
- 1996 : Alanis Morissette avec You Oughta Know
- 1997 : Sheryl Crow avec If It Makes You Happy
- 1998 : Fiona Apple avec Criminal
- 1999 : Alanis Morissette avec Uninvited
- 2000 : Sheryl Crow avec Sweet Child O' Mine
- 2001 : Sheryl Crow avec There Goes the Neighborhood
- 2002 : Lucinda Williams avec Get Right With God
- 2003 : Sheryl Crow avec Steve McQueen
- 2004 : Pink avec Trouble